# Agrotis

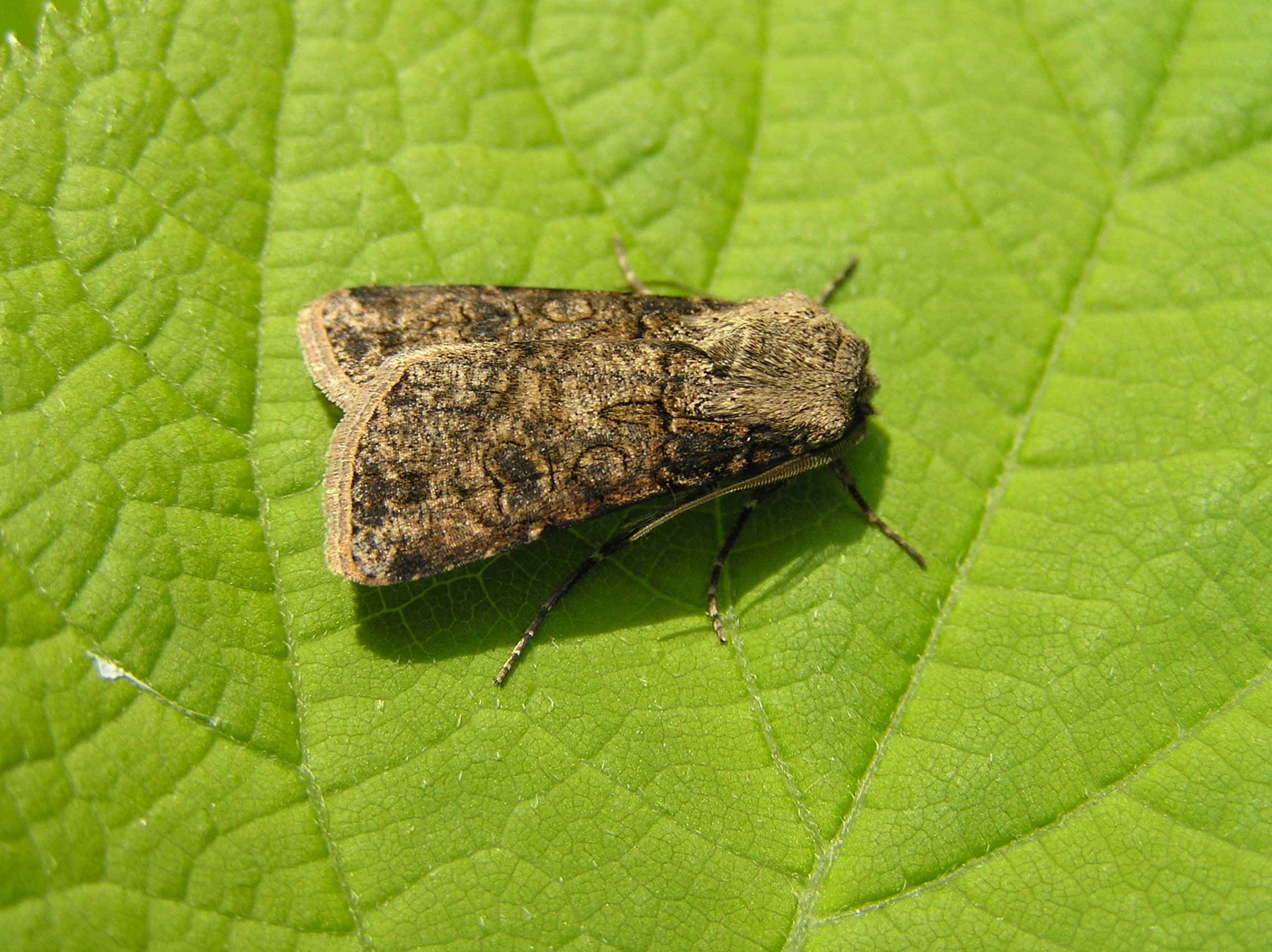
Agrotis clavis descansando sobre una hoja.

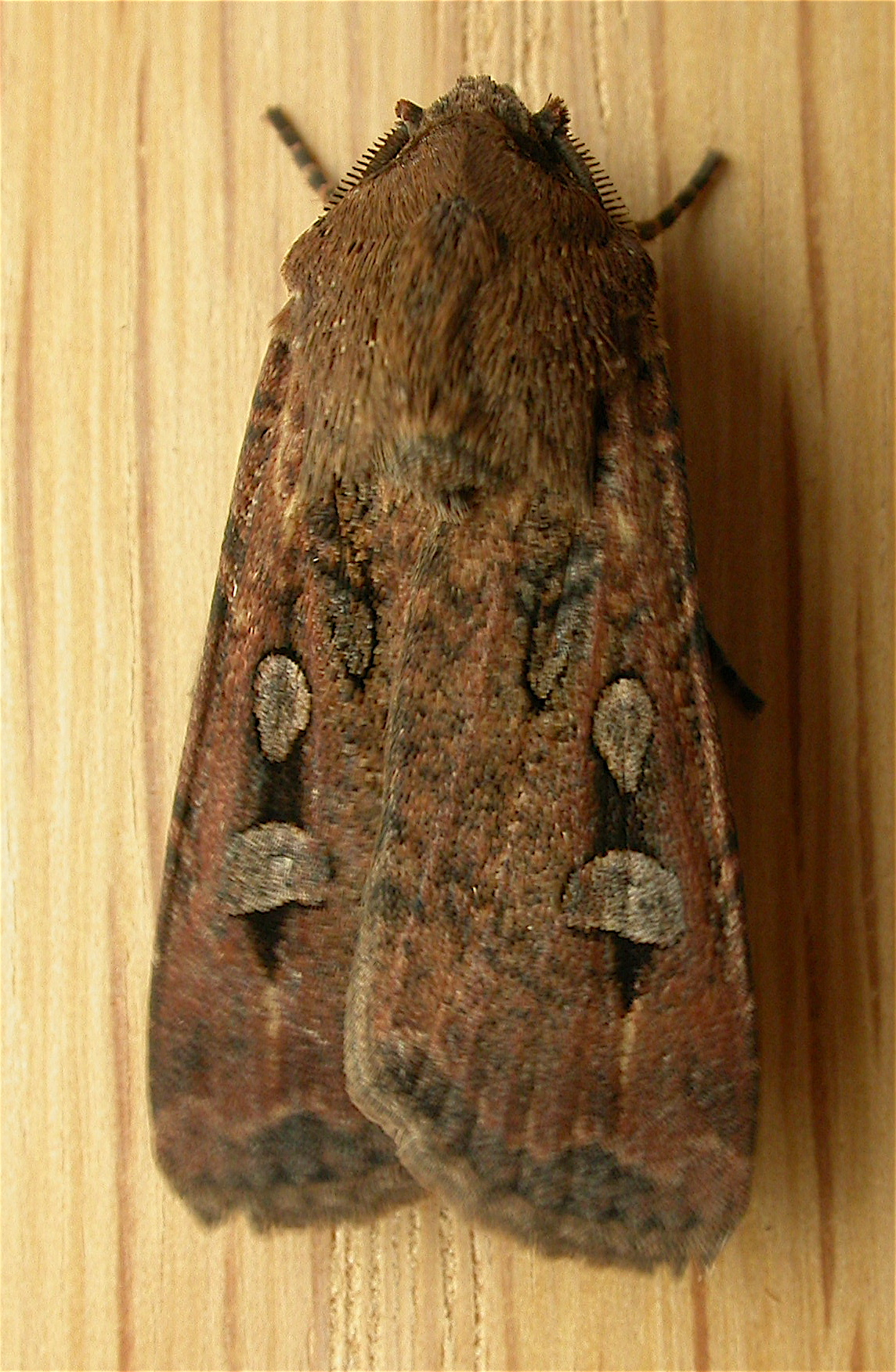
Agrotis infusa

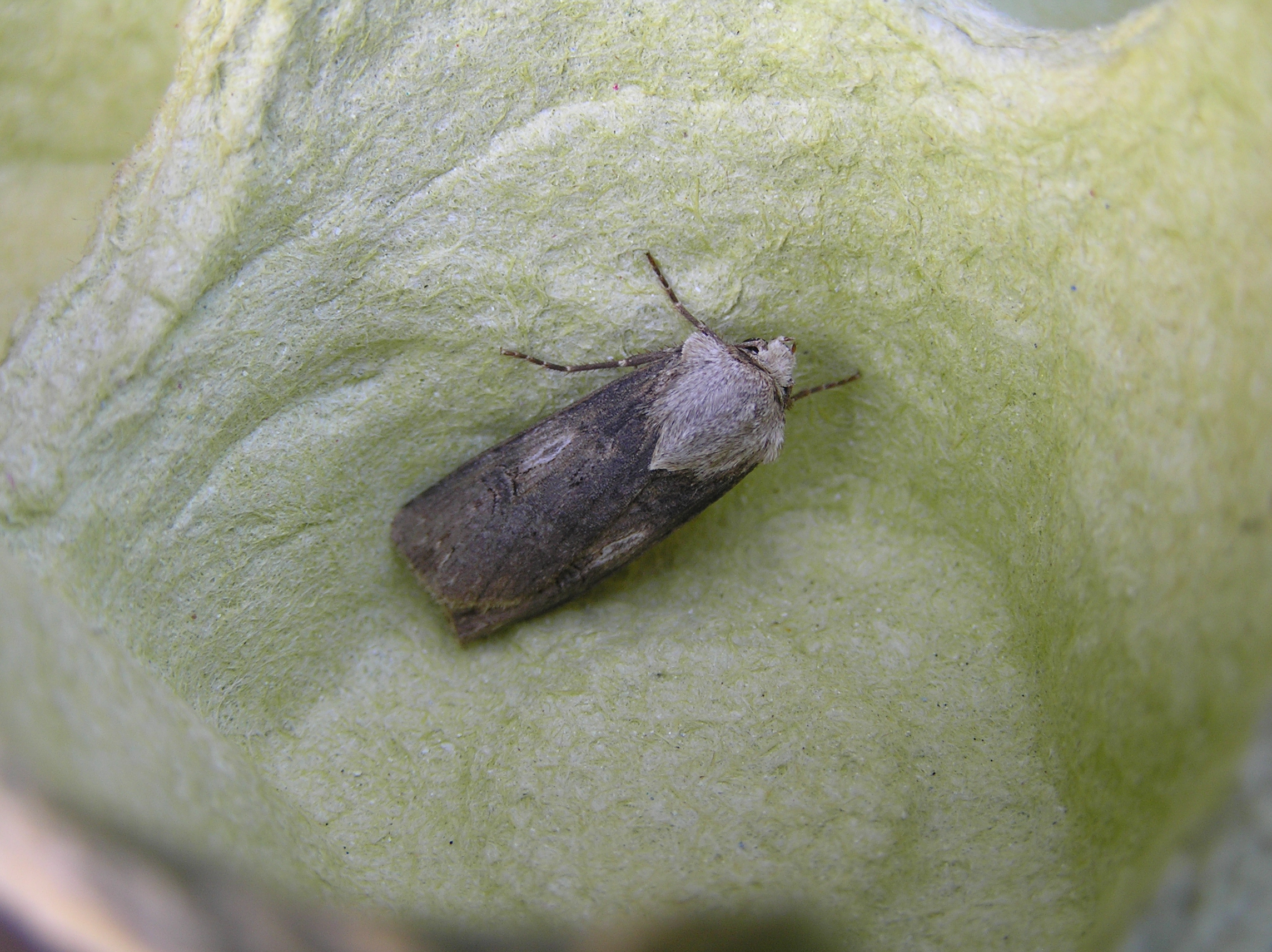
Agrotis puta.

Agrotis es un género de Lepidoptera perteneciente a la familia Noctuidae. Un número de especies de este género se han extinguido. Algunas especies son migratorias.
Muchas especies son plagas serias de los cultivos. Las larvas de algunas especies son usadas como alimento humano por los australianos nativos.

## Especies
- Agrotis alexandriensis Baker, 1894
- Agrotis alpestris Boisduval, 1837
- Agrotis alticaffer Krüger, 2005
- Agrotis antica Crabo & Lafontaine, 2004
- Agrotis apicalis Herrich-Schäffer, 1868
- Agrotis amphora Hampson, 1903
- Agrotis andina (Köhler, 1945)
- Agrotis araucaria (Hampson, 1903)
- Agrotis arenarius Neil, 1983
- Agrotis arenivolans Butler, 1879
- Agrotis atrux Pinker, 1971
- Agrotis aulacias Meyrick, 1899
- Agrotis baliopa Meyrick, 1899
- Agrotis bilitura Guenée, 1852
- Agrotis boetica (Boisduval, 1837)
- Agrotis bosqui (Köhler, 1945)
- Agrotis brachystria (Hampson 1903)
- Agrotis brachypecten Hampson, 1899
- Agrotis bryani Swezey, 1926
- Agrotis buchholzi Barnes & Benjamin, 1929 (sin: Agrotis carolina Schweitzer & McCabe, 2004)
- Agrotis caffer (Hampson, 1903)
- Agrotis canities (Grote, 1902)
- Agrotis ceramophaea Meyrick, 1899
- Agrotis characteristica Alphéraky, 1892
- Agrotis charmocrita  (Meyrick, 1928)
- Agrotis chretieni Dumont, 1903
- Agrotis cinerea Denis & Schiffermüller, 1775
- Agrotis clavis Hufnagel, 1766
- Agrotis coquimbensis (Hampson, 1903)
- Agrotis crassa Hübner, 1803
- †Agrotis cremata Butler, 1880[2]
- †Agrotis crinigera Butler, 1881
- Agrotis cursoriodes (Hampson, 1903)
- Agrotis daedalus Smith, 1890
- Agrotis desertorum Boisduval, 1840
- Agrotis dislocata Walker, 1856
- Agrotis dissociata Staudinger, 1899
- Agrotis edmondsi Butler, 1882
- Agrotis emboloma Lower, 1918
- Agrotis endogaea Boisduval, 1837
- Agrotis epicremna Meyrick, 1899
- Agrotis eremata (Butler, 1880)
- Agrotis evanescens Rothschild 1894
- Agrotis exclamationis – Heart and Dart Linnaeus, 1758
- Agrotis experta (Walker, 1869)
- †Agrotis fasciata – Hübner, 1824[3]
- Agrotis fatidica Hübner, 1824
- Agrotis fortunata Draudt, 1938
- Agrotis giffardi (Swezey, 1932)
- Agrotis gladiaria Morrison, 1875
- Agrotis graslini Rambur, 1848
- Agrotis gravis Grote, 1874
- Agrotis gypaetina Guenée, 1852
- Agrotis haesitans Walker, 1857
- Agrotis haifae Staudinger, 1897
- Agrotis hephaestaea (Meyrick, 1899)
- Agrotis herzogi Rebel, 1911
- Agrotis hispidula Guenée, 1852
- Agrotis incognita Staudinger, 1888
- Agrotis infusa Boisduval, 1832
- Agrotis innominata Hudson, 1898
- Agrotis interjectionis Guénée, 1852
- Agrotis ipsilon Hufnagel, 1766
- Agrotis iremeli Nupponen, Ahola & Kullberg, 2001
- †Agrotis kerri – Kerr's Noctuid Moth Swezey, 1920
- Agrotis kinabaluensis Holloway, 1976
- Agrotis kingi McDunnough, 1932
- Agrotis lanzarotensis Rebel, 1894 (sin: Agrotis selvagensis Pinker & Bacallado, 1978)
- Agrotis lasserrei (Oberthür, 1881)
- Agrotis lata Treitschke, 1835
- †Agrotis laysanensis Rothschild, 1894
- Agrotis longicornis Lafontaine & Troubridge, 2004
- Agrotis longidentifera (Hampson, 1903)
- Agrotis luehri Mentzer & Moberg, 1987
- Agrotis magnipunctata Prout, 1922
- Agrotis malefida Guénée, 1852
- Agrotis manifesta Morrison, 1875
- Agrotis margelanoides (Boursin, 1944)
- †Agrotis melanoneura Meyrick, 1899[4]
- Agrotis mesotoxa Meyrick, 1899
- †Agrotis microreas Meyrick, 1899
- Agrotis militaris Staudinger, 1888
- Agrotis mollis Walker, 1857
- Agrotis munda Walker, 1857
- Agrotis obesa Boisduval, 1829
- Agrotis obliqua Smith, 1903
- Agrotis orthogonia Morrison, 1876
- †Agrotis panoplias Meyrick, 1899
- Agrotis patricei Viette, 1959
- Agrotis perigramma Meyrick, 1899
- †Agrotis photophila Butler, 1879
- Agrotis pierreti (Bugnion, 1837)
- Agrotis plumiger Krüger, 2005
- Agrotis poliophaea Turner, 1926
- Agrotis poliotis Hampson, 1903
- Agrotis porphyricollis Guénée, 1852
- †Agrotis procellaris Meyrick, 1900
- Agrotis psammocharis Boursin, 1950
- Agrotis psammophaea Meyrick, 1899
- Agrotis puta Hübner, 1803
- Agrotis radians Guénée, 1852
- Agrotis rileyana (Morrison, 1875)
- Agrotis ripae Hübner, 1823
- Agrotis robustior Smith, 1899
- Agrotis ruta Eversmann, 1851
- Agrotis sabulosa Rambur, 1839
- Agrotis sardzeana Brandt, 1941
- Agrotis schawerdai Bytinski-Salz, 1937
- Agrotis scruposa (Draudt, 1936)
- Agrotis segetum Denis & Schiffermüller, 1775
- Agrotis sesamioides Rebel, 1907
- Agrotis simplonia Geyer, 1832
- Agrotis spinifera Hübner, 1808
- Agrotis stigmosa Morrison, 1875
- Agrotis striata Lafontaine, 2004
- Agrotis subalba Walker, 1857
- Agrotis submolesta Püngeler, [1899] 1900
- Agrotis syricola Corti & Draudt, 1933
- †Agrotis tephrias Meyrick, 1899
- Agrotis trifurca Eversmann, 1837
- Agrotis trifurcula Staudinger, 1892
- Agrotis trux Hübner, 1824
- Agrotis turatii Standfuss, 1888
- Agrotis turbans Staudinger, 1888
- Agrotis vancouverensis Grote, 1873
- Agrotis venerabilis Walker, 1857
- Agrotis vestigialis Hufnagel, 1766
- Agrotis vetusta Walker, 1865
- Agrotis villosus Alphéraky, 1887
- Agrotis volubilis Harvey, 1874
- Agrotis xiphias Meyrick, 1899
- Agrotis yelai Fibiger, 1990

### Hasta recientemente emplazados aquí
- Agrotis dolli es ahora Eucoptocnemis dolli (Grote, 1882)
- Agrotis repleta es ahora Feltia repleta (Walker, 1857)
- Agrotis subterranea es ahora Feltia subterranea (Fabricius, 1794)